# American Song Contest
American Song Contest var ett  amerikanskt tv-program vars format var baserat på den europeiska sångtävlingen Eurovision Song Contest. I American Song Contest tävlade USA:s delstater och territorier samt Washington, D.C. Tävlingen pågick under 8 veckor med premiärsändningen den 21 mars 2022 på NBC och final den 9 maj 2022. Programmet leddes av Kelly Clarkson och Snoop Dogg. Producenter var Christer Björkman, Anders Lenhoff, Ola Melzig och Peter Settman. Exekutiv producent var Ben Silverman. Bildproducent var Robin Hofwander.
Det vinnande bidraget "Wonderland" framfördes av AleXa som representerade Oklahoma.
American Song Contest sändes bara i en säsong.

## Avsnitt
Avsnitt 1
Tävlande (i ordning): Minnesota, Oklahoma, Arkansas, Indiana, Puerto Rico, Connecticut, Iowa, Wisconsin, Mississippi, Wyoming och Rhode Island.
| Stat/Territorium → | Arkansas            | Connecticut         | Indiana                 | Iowa                  | Minnesota       | Mississippi  | Oklahoma       | Puerto Rico     | Rhode Island         | Wisconsin          | Wyoming             |
| ------------------ | ------------------- | ------------------- | ----------------------- | --------------------- | --------------- | ------------ | -------------- | --------------- | -------------------- | ------------------ | ------------------- |
| Startnummer        | 3                   | 6                   | 4                       | 7                     | 1               | 9            | 2              | 5               | 11                   | 8                  | 10                  |
| Artist             | Kelsey Lamb         | Michael Bolton      | UG Skywalkin' ft. Maxie | Alisabeth Von Presley | Yam Haus        | Keyone Starr | AleXa          | Christian Pagán | Hueston              | Jake'O             | Ryan Charles        |
| Låt                | ''Never Like This'' | ''Beautiful World'' | ''Love in my City''     | ''Wonder''            | ''Ready to go'' | ''Fire''     | ''Wonderland'' | ''LOKO''        | ''Held on too Long'' | ''Feel Your Love'' | ''New Boot Goofin'' |

Avsnitt 2
Tävlande (i ordning): Oregon, Montana, New York, Nebraska, Amerikanska Jungfruöarna, Kentucky, North Dakota, Kansas, Virginia, Maine och Ohio.
| Stat/Territorium → | Amerikanska Jungfruöarna | Kansas          | Kentucky     | Maine             | Montana        | Nebraska        | New York        | North Dakota               | Ohio            | Oregon                       | Virginia     |
| ------------------ | ------------------------ | --------------- | ------------ | ----------------- | -------------- | --------------- | --------------- | -------------------------- | --------------- | ---------------------------- | ------------ |
| Startnummer        | 5                        | 8               | 6            | 10                | 2              | 4               | 3               | 7                          | 11              | 1                            | 9            |
| Artist             | Cruz Rock                | Broderick Jones | Jordan Smith | King Kyote        | Jonah Prill    | Jocelyn         | Enisa           | Chloe Fredericks           | Macy Gray       | courtship.                   | Almira Zaky  |
| Låt                | ''Celebrando''           | ''Tell me''     | ''Sparrow''  | ''Get out Alive'' | ''Fire it up'' | ''Never Alone'' | ''Green Light'' | ''Can't Make you Love me'' | ''Every Night'' | ''Million Dollar Smoothies'' | ''Over you'' |

Avsnitt 3
Tävlande (i ordning): Texas, Louisiana, Tennessee, New Jersey, Alabama, Florida, Alaska, South Carolina, South Dakota, Delaware, Nordmarianerna och Colorado. 
| Stat/Territorium → | Alabama            | Alaska        | Colorado          | Delaware    | Florida    | Louisiana       | New Jersey                        | Nordmarianerna           | South Carolina | South Dakota | Tennessee     | Texas               |
| ------------------ | ------------------ | ------------- | ----------------- | ----------- | ---------- | --------------- | --------------------------------- | ------------------------ | -------------- | ------------ | ------------- | ------------------- |
| Startnummer        | 5                  | 7             | 12                | 10          | 6          | 2               | 4                                 | 11                       | 8              | 9            | 3             | 1                   |
| Artist             | Ni/Co              | Jewel         | Riker Lynch       | Nitro Nitra | Ale Zabala | Brittany Pfantz | Brooke Alexx                      | Sabyu                    | Jesse LeProtti | Judd Hoos    | Tyler Braden  | Grant Knoche        |
| Låt                | ''The Difference'' | ''The Story'' | ''Feel the Love'' | ''Train''   | ''Flirt''  | ''Now you do''  | ''I Don't Take Pictures Anymore'' | ''Sunsets & Seaturtles'' | ''Not Alone''  | ''Bad Girl'' | ''Seventeen'' | ''Mr. Independent'' |

Avsnitt 4
Tävlande (i ordning): New Hampshire, Nevada, Utah, Washington D.C., Massachusetts, Georgia, Hawaii, West Virginia, Arizona, Pennsylvania och Washington. 
| Stat/Territorium → | Arizona            | D.C.          | Georgia    | Hawaii        | Massachusetts | Nevada             | New Hampshire | Pennsylvania    | Utah           | Washington        | West Virginia            |
| ------------------ | ------------------ | ------------- | ---------- | ------------- | ------------- | ------------------ | ------------- | --------------- | -------------- | ----------------- | ------------------------ |
| Startnummer        | 9                  | 4             | 6          | 7             | 5             | 2                  | 1             | 10              | 3              | 11                | 8                        |
| Artist             | Las Marias         | Nëither       | Stela Cole | Bronson Varde | Jared Lee     | The Crystal Method | MARi          | Bri Steves      | Savannah Keyes | Allen Stone       | Alexis Cunningham        |
| Låt                | ''De la Finikera'' | ''I Like it'' | ''DIY''    | ''4 You''     | ''Shameless'' | ''Watch me now''   | ''Fly''       | ''Plenty Love'' | ''Sad Girl''   | ''A bit of Both'' | ''Working on a Miracle'' |